# 인 디스 월드
《인 디스 월드》(In This World)는 영국에서 제작된 마이클 윈터바텀 감독의 2002년 드라마 영화이다. 자멀 우딘 토라비 등이 주연으로 출연하였고 앤드류 이튼 등이 제작에 참여하였다. 2명의 아프간 난민 자말(Jamal Udin Torabi)과 에나야트(Enayatullah)가 런던에서의 더 나은 삶을 추구하기 위해 파키스탄의 난민 캠프를 떠나는 장면이 묘사되어 있다.

## 줄거리
자말과 에나야툴라는 파키스탄 페샤와르의 난민 수용소에 있는 아프가니스탄 난민들이다. 그들은 퀘타로 여행하고, 거기서부터 이란 국경의 타프탄으로 간다. 그들은 인신매매범에게 돈을 지불하여 국경을 넘는 것을 돕는다. 첫 시도에서 그들은 이란 경찰에게 저지당하고 파키스탄으로 되돌려 보내지지만, 두 번째 시도는 성공한다. 그들은 테헤란으로 여행하고 이어서 이란의 쿠르드족 지역인 마쿠로 간다. 거기서부터 그들은 터키까지 걸어서 산맥을 넘는다. 이스탄불에서 그들은 다른 이주민들과 만나고, 컨테이너에 실려 이탈리아로 보내진다. 컨테이너는 환기가 되지 않아 에나야툴라를 포함한 대부분의 난민들이 질식사한다. 자말은 살아남아 한동안 이탈리아에서 산다. 그 후 그는 한 여성의 지갑을 훔쳐 파리로 가는 기차표를 산다. 거기서부터 그는 상가트 망명 신청자 수용소로 가서 새로운 친구인 유세프와 함께 트럭에 숨어 영국 해협을 건넌다. 마침내 그는 런던에 도착하고, 삼촌에게 전화하여 도착했다고 말하지만 에나야툴라는 "이 세상에 없다"고 전한다. 영화는 페샤와르 난민들의 이미지로 끝난다.

## 출연

### 주연
- 자멀 우딘 토라비
- 에나야툴라

### 조연
- Ramzan Ali

## 기타
- Ass-PD: Fiona Neilson
- Co-PD: Behrooz Hashemian
- 배역: 웬디 브라징튼